# Crusinallo
Crusinallo (Crusnall in dialetto ossolano e in piemontese), con i suoi 3 945 abitanti è la frazione più popolosa del comune di Omegna (Provincia del Verbano-Cusio-Ossola). Essa era comune autonomo fino al 1928.
Il paese sorge nella parte nord del comune di Omegna, ai confini con i comuni di Casale Corte Cerro, Gravellona Toce, Germagno. I suoi confini naturali sono: a Nord il torrente San Martino, ad est e a sud il torrente Strona e ad ovest i boschi dell'Alpe Colla.

## Storia
Nell'antichità la terra di Crusinallo, come tutta l'area del Lago d'Orta era parte della Gallia Cisalpina. I primi abitatori di cui si conosca il nome furono i Leponzi, o Leponti, tribù di lingua celtica diffusa nell'età del ferro dall'Ossola al Canton Ticino. 

A partire dal II secolo a.C. si intensificarono i contatti col mondo romano, che portarono, dal I secolo d.C., alla veloce assimilazione degli abitanti, che adottarono la lingua e i costumi dei dominatori.
Dopo la dominazione longobarda, Crusinallo passò, nel 774, sotto l'Impero Carolingio di Carlo Magno. 
Un feudatario del Sacro Romano Impero Germanico costruì una fortezza, della quale restano solo alcune fondamenta, su una grande collina di Crusinallo. Un suo discendente, Meredano, ebbe in più il titolo di Conte di Crusinallo dall'Imperatore Ottone I di Sassonia, inoltre divenne possessore di un'enorme vastità di territori, da Omegna alla Valle Strona, da Ornavasso a Gravellona Toce a Cerro.
Dopo la sconfitta di Federico Barbarossa a Legnano, il sistema feudale decadde e fiorirono i Comuni dell'Italia centro-settentrionale, così i Conti di Crusinallo dovettero cedere la maggior parte dei loro possedimenti al Comune di Novara. Iniziò così il lento declino dei Conti e la dissoluzione di una delle famiglie più potenti del Piemonte medievale.
Nel XV secolo la zona divenne dominio dei Visconti signori di Milano che concessero ai Borromeo il feudo del Cusio. 

Più tardi (1500) Crusinallo e il Cusio si resero indipendenti diventando Repubblica sotto il patronato della Diocesi di Novara fino alla dominazione spagnola.
Nel 1767 Carlo Emanuele III di Savoia acquistò il Cusio dagli Spagnoli; nel 1798 Vittorio Emanuele I, al sopraggiungere di Napoleone, si ritirò in Sardegna abbandonando le terre. 
Vennero poi la Repubblica Cisalpina ed il Regno d'Italia. 

Dopo il Congresso di Vienna (1815) Crusinallo venne di nuovo incorporata ai domini di casa Savoia e seguì le vicissitudini del Regno di Sardegna e poi del Regno d'Italia.
Alla fine dell'800 Crusinallo iniziò ad acquistare importanza commerciale e industriale: nel 1866 fu inaugurata la ferrovia Novara-Domodossola e Crusinallo ebbe una stazione, nel 1869 aprì i battenti la Cartiera Binda e nel 1913 venne inaugurata la linea tranviaria Omegna-Verbania.
Nel 1897 si stabilì a Crusinallo un gruppo di Figlie di Maria Ausiliatrice con lo scopo di educare le fanciulle; fu edificato l'Istituto San Giuseppe, prima sede per le novizie, poi orfanotrofio per le bimbe orfane dei lavoratori. Nel 1909 venne inaugurato il Palazzo Scolastico e nel 1940 l'Asilo Infantile, gestito dalle Suore Salesiane.
Negli ultimi sessant'anni Crusinallo divenne la culla dell'industria del casalingo ospitando nel suo territorio ditte importantissime come F.lli Piazza, Alfonso Bialetti (ora Bialetti Industrie S.p.A.), Lagostina, Alessi.

## Rioni
Il paese, sebbene sia una frazione del comune di Omegna, tuttavia è suddiviso nei suoi vari rioni. Innanzi tutto bisogna tenere conto della presenza della ferrovia che, dividendo il paese da nord a sud in due parti, distingue la parte del paese vecchio (Crusnall sura) e la parte del paese sorta nel dopoguerra (Crusnall suta).
I suoi rioni ruotano tutti intorno al centro del paese e sono: 
- il Lüchinasc, borgata che si estende a sud del torrente San Martino, prossima al confine con la frazione Sant'Anna del Comune di Casale Corte Cerro;
- le Brughiere, piccolo agglormerato al confine con Granerolo, frazione di Gravellona Toce;
- la Dogna, ossia la vecchia campagna crusinallese dove ora sorgono le vecchie case popolari e altri condomini e il cimitero;
- Santa Rita, dove sorge l'omonima chiesetta e dove sono sorti negli ultimi decenni i nuovi nuclei abitativi;
- Cranna Sotto, piccolo agglomerato ora incorporato con Santa Rita;
- Cranna Sopra, conosciuta come San Fermo per il Santuario che si erge sulla collina del rione;
- Gattugno, dove sorge un noto circolo ricreativo con bocciodromo.

Il paese è molto legato anche ad un alpeggio, l'Alpe Colla che, sebbene sia sito nel comune di Germagno, è stato costruito dai crusinallesi. Fino a qualche decennio fa funzionava in inverno una rudimentale sciovia per gli sport invernali. Ora è rimasta solo la Baita, costruita e voluta dal G.E.C. (Gruppo Escursionisti Crusinallesi).

## Monumenti e luoghi d'interesse

### Chiesa parrocchiale di san Gaudenzio
La chiesa parrocchiale, dedicata a san Gaudenzio, risale al X secolo. Secondo la leggenda, sarebbe stata costruita sul luogo dove san Giulio issò una croce nell'alto della collinetta, ma la pseudoetimologia di Crusinallo da Crux in altum era già sconfessata dagli storici ottocenteschi.
La parte centrale della chiesa e la parte bassa del campanile fino alle bifore dimostrano le origini romaniche dell'edificio. Quest'ultimo fu poi ampliato con una navata, forse nel '500. Nel 1580 fu elevata a parrocchiale, staccandosi dalla pieve originaria di Omegna.
Del 1567 è il polittico di Filippo Cavallazzi, dove sono rappresentati alcuni santi locali ed al centro di esso, nell'ordine inferiore, campeggia san Gaudenzio sulla cattedra vescovile, mentre nell'ordine superiore è presente la Madonna col Bambino. Ai due lati si trova un'immagine dei santi patroni delle parrocchie limitrofe, san Giorgio e il drago (Casale Corte Cerro) e sant'Ambrogio (Omegna). La cimasa rappresenta Dio Padre e, ai lati l'arcangelo Gabriele e la Beata Vergine Maria. L'altare in marmo del Seicento è policromo, nello stile locale, riconoscibile dal ciborio sopra il tabernacolo.
Di notevole importanza, all'interno della chiesa, il battistero in legno (1612) e la Cappella della Madonna del Rosario, decorata con varie sculture del Barocco-Rococò. Gli altri altari, molto semplici, sono dedicati alla Sacra Famiglia e a san Gaudenzio (con la statua del Cristo morto al di sotto dell'altare). L'interno della Chiesa è stato oggetto di imponenti lavori di restauro nel 1972, durante i quali sono state riportate alla luce le antiche pareti e le colonne romaniche della navata centrale.
Il campanile risale nella parte più antica (i primi tre piani) al Medioevo con uno stile romanico, mentre gli ultimi due piani (il piano dell'orologio e il piano delle campane) è databile intorno al Cinquecento-Seicento. Le cinque campane formano un concerto in sol bemolle e sono ancora suonate a mano.

### Altri monumenti religiosi
Sono presenti anche: il Santuario di San Fermo Martire (XVII secolo); la Chiesa del Castello o Oratorio di San Rocco (XVI secolo) con le sue cappelle della Via Crucis e la chiesetta di Santa Rita (XIX secolo), nell'antico rione del Barnasch.

## Infrastrutture e Trasporti
Fra il 1910 e il 1946 Crusinallo ospitò una stazione della tranvia Intra-Omegna.